# Bernardo María de Calzada
Bernardo María de Calzada y Barrios (Almendralejo, provincia de Badajoz, Extremadura, 28 de abril de 1751 - ¿1814?) fue un militar, escritor, traductor y un infatigable traductor español de la Ilustración; se lo recuerda en especial por su versificación en español de las Fábulas morales de Jean de La Fontaine.

## Biografía
Ingresó con diez años como cadete en el Regimiento de Caballería de Alcántara, carrera esta de oficial de caballería que siguió hasta su muerte y que culminó con el grado de teniente coronel y capitán del Regimiento de Dragones de Granada. Desde 1785 fue miembro de la Real Sociedad Vascongada de Amigos del País; también declaró ser miembro de la Aragonesa. Fue oficial de caballería y se distinguió en la guerra contra Francia (1793–1795) que terminó con la paz de Basilea; más tarde participó en la guerra de la Independencia (1808-1814), durante la cual es posible que falleciera. Alcanzó la graduación de teniente coronel y fue capitán del regimiento de Dragones de Granada. Formó una familia numerosa, por lo cual tuvo que mantenerla trabajando pane lucrando como también fecundo traductor; además, muchas de sus obras se reeditaron, y fueron reseñadas en el Memorial Literario. Recibió la protección del general Antonio Ricardos, tenido por amigo de las innovaciones francesas, por lo cual se hizo sospechoso durante la época del "cordón sanitario" ante la Francia revolucionaria, sobre todo a partir de 1789.
Tradujo principalmente del francés, pero también a través de esta lengua obras del inglés, alemán e italiano: La Lógica o los primeros elementos del arte de pensar (1784) de Étienne Bonnot de Condillac, Alcira o Los americanos (1784) de Voltaire, El arte de ser feliz del alemán Utz (1787), Adela y Teodoro, ó Cartas sobre la educación de Madame de Genlis, 1785, 3 vols.; La Religión, poema de Louis Racine traducido en endecasílabos, 1786 (el anterior traductor de esta obra, el helenista Antonio Ranz Romanillos, criticó ampliamente la versión, y Bernardo María se defendió imprimiendo una contestación: véase bibliografía); Catón de Utica, tragedia del inglés Joseph Addison, 1787; Fábulas morales de Jean de La Fontaine, 1787, 2 vols. que contienen 233 fábulas, casi la totalidad de las que escribió el francés, en verso, además; El hijo natural ó Pruebas de la virtud comedia en cinco actos y en verso (Madrid, Imprenta Real, 1787), comedia lacrimosa en prosa de Denis Diderot que él puso en octosílabos, 1787; El triunfo de la moral cristiana, traducción con otro título de la ya mencionada Alzire de Voltaire, 1788; la entonces anónima Vida de Federico II, Rey de Prusia, 1788-89, 4 tomos; La subordinación militar, 1785; Ensayo sobre la educación de la nobleza de Ch. F. Rosette de Brucourt, 1692, 2 tomos; Memorias de Typpoo-Zaïb, sultán del Masur, 1800, 2 vols. traducidos desde una adaptación francesa del idioma malabar; El viajador sensible a partir de  una versión francesa de A Sentimental Journey, de Laurence Sterne, en 1791; Viajes de Antenor por Grecia y Asia de Étienne François de Lantier; Don Quijote con faldas, de Charlotte Lennox, 1808, 3 vols.); la Genealogía de Gil Blas de Santillana. Continuacion de la  vida de este famoso sujeto..., 1791, etc.
En una época en que la censura tildaba de peligrosos a la mayoría de autores franceses dignos de estudio, Calzada temerariamente elegía a Condillac y Voltaire para sus primeras traducciones, aunque para mantenerse a salvo no dejó de condenarlos cara a la galería y de suprimir todo cuanto creía que le podría poner en problemas. Pese a todo, esta activa labor de traducción de lo más selecto de la literatura ilustrada europea le valió sufrir el rigor de la Inquisición; primero por la Alzire de Voltaire, luego por el tercer tomo de La vida de Federico II, que fue prohibida en su totalidad en 1791; incluso la Nueva Floresta... y el Viaje por mis faldriqueras fueron denunciados y en 1802 fue prohibido por el Santo oficio su Viaje de Antenor por Grecia y Asia. En consecuencia fue detenido, encarcelado, condenado a abjurar y desterrado de la Corte durante un año y medio, perdiendo su empleo pese a no tener otros recursos para mantenerse a flote. Solo en mayo de 1805 fue restituido a su cargo de Capitán Agregado de Caballería de la Reina. Aunque él mismo no se tenía como un buen traductor (y la crítica ha destacado no solo sus galicismos y laísmos, sino lo mal versificador que era), pide la indulgencia del lector.
Calzada colaboró ocasionalmente con Manuel Rubín de Celis, autor de la publicación periódica El Corresponsal del Censor, que circuló entre mayo de 1786 y junio de 1788. Calzada fue el autor de la sátira contra Juan Pablo Forner, protegido de Floridablanca, en el número 40 del periódico por «Lázaro Cadebar de Miranda», anagrama frecuente del autor.
Entre sus obras (escasamente) originales encontramos piezas de teatro (Moctezuma, 1784, tragedia en tres actos) y relatos (El viajador sensible, ó Mi paseo a Yverdún, 1791, que en realidad es una versión del ya citado Viaje sentimental de Lawrence Sterne a través de la imitación en francés del ginebrino François Vernes; Le Voyageur Sentimental, ou Ma Promenade à Yverdun (1786); La verdadera historia de Inés de Castro, 1791; Viage por mis faldriqueras, 1805, una imitación burlesca, como el propio autor declara fingiéndose traductor, del Viaje alrededor de mi cuarto de Xavier de Maistre; Herman de Unna, 1807, 2 vols, en realidad traducción de la novela histórica de Benedikte Naubert) y su conocida Nueva floresta o colección de chistes, agudezas, pasajes graciosos, chanzas, ligeros y singulares rasgos históricos (1790) obra de entretenimiento que el autor extrajo de las fuentes más diversas, a la manera de las misceláneas del Siglo de Oro. Podría parecer lo más interesante su imitación de la célebre novela picaresca francesa de Alain Rene Lesage, para lo cual se finge hijo del protagonista: Genealogía de Gil Blas de Santillana, 1792, pero es en realidad traducción de La vie de don Alphonse Blas de Lirias, una continuación anónima de la novela de Lesage. Tal vez su última obra, y la única original, junto a La verdadera historia de Inés de Castro (1791), fue Pensamientos militares que da a la luz, por si fuesen útiles, el teniente coronel don Bernardo María de Calzada (1814).

## Traducciones
- La lógica ó los primeros elementos del arte de  pensar. Obra aprobada por la Junta de dirección de las escuelas palatinas, y aplaudida por célebres Universidades. Escrita en frunces por el Abad de Condillac, y traducida  por D.  Bernardo  Maria de Calzada, Capitán  del  Regimiento de Caballería  de  la  Reina. Madrid, Joachin Ibarra, MDC- CLXXXIV (1784).
- La subordinación: tragi-comedia en cinco  actos, por D. Bernardo Maria de Calzada. Madrid, Joachin Ibarra, 1785. Es en realidad la comedia Der Graf von Walltron Oder Die Subordination del alemán Möller, a través de la traducción francesa de Jean–Henri Eberts.
- Adela y Teodoro o cartas sobre la educacion: que contienen todos los principios relativos a ella, con los que corresponde para perfeccionar la de un príncipe, escritas en francés por Madama de Genlis; traducidas por Bernardo Maria de Calzada. Madrid, Joachin Ibarra, 1785, 2 vols.
- Madame de Genlis, Los anales de la virtud (Imprenta Real, 1792)
- La religión. Poema de Luis Racine en seis Cantos traducido en endecasílabos castellanos por D. Bernardo Maria de Calzada. Capitán  del  Regimiento de  Caballería de la Reyna, y  Sócio  de  mérito de  las  Reales Sociedades  Bascongada y Aragonesa. Con Licencia: en Madrid en la Imprenta Real. Año de MDCCLXXXVI (1786).
- Discurso sobre cuánto contribuye a la felicidad de los estados el respetar sus costumbres (1786)
- Utz, Arte de ser feliz, ampliado por  Gellert (Madrid: P. Aznar, 1787).
- Fabulas morales escogidas de Juan de La Fontaine en verso castellano por D. Bernardo María de Calzada... Con privilegio. Madrid, en la Imprenta Real, 1787,2 vols.
- El hijo natural, ó pruebas de la virtud, comedia en prosa de Diderot, puesta en verso por D. Bernardo Maria de Calzada. Madrid, Imprenta Real, 1787.
- El triunfo de la moral christiana ó los americanos. Tragedia francesa, por Don  Bernardo Maria de Calzada. Madrid, en la Imprenta Real, 1788.
- Jean-Charles Laveaux, Vida de Federico II, Rey de Prusia, enriquecida con un gran número de notas, piezas justificativas, y memorias secretas, cuya mayor parte no se ha publicado todavía, traducida  por el teniente-coronel Don Bernardo Maria de Calzada. Madrid, Imprenta Real, 1788-89,4 tomos.
- Nueva floresta, ó colección de chistes, agudezas, pasages graciosos, chanzas ligeras y singulares rasgos históricos, para recreo del espíritu y adorno del entendimiento, sacados de varios  autores  e  idiomas  por  el  Teniente-Coronel de  Caballería Don Bernardo María de Calzada. Con  licencia:  Madrid,  en la imprenta de Gonzalez. MDCCXC (1790).
- El viajador sensible; en castellano por Bernardo María de Calzada. Madrid, Imprenta Real, 1791. Es versión del Viaje sentimental a Francia e Italia de Laurence Sterne a través de la imitación del ginebrino François Vernes. Hay ed. facsimilar (Oviedo, KRK, 2002).
- Charles François Oliver Rosette Brucourt, Ensayo sobre la educación de la Nobleza. Lo escribió Ch. F O. Rosette, Chevalier de Brucourt; y trasladó al castellano  Don Bernardo María de Calzada. Madrid, Imprenta Real, 1792, 2 tomos.
- Jean-François de La Croix, Diccionario manual de hechos y dichos memorables de la Historia antigua, Madrid Imp. Real, 1794, 3 vols.
- Memorias de Typpoo-Zalb, Sultán del Masur o Vicisitudes de la India en el siglo XVIII escritas por dicho sultán y traducidas al francés del idioma malabal; publicadas por el ciudadano Desodoards y vertidas al castellano por el teniente coronel don Bernardo Maria de Calzada, individuo de varias sociedades. Madrid, en la Imprenta Real, 1800. Hay ed. facsimilar moderna: Barcelona: Círculo de Lectores, 2001.
- Suplemento a las memorias de Typpoo-Zaib ó causas que aceleraron la ruina del imperio del Masur, sitio de Seringapatam por los ingleses, y muerte del famoso sultan: dividido en dos partes vertido al castellano por D. Bernardo Maria de Calzada. Madrid: [Imprenta Real], 1804.
- Charlotte Lennox, Don Quijote con faldas, ó, Perjuicios morales de las disparatadas novelas, 1808. Traducida a través de la versión francesa de J. M. Crommelen.
- Etienne François de Lantier, Viages de Antenor por Grecia y Asia con nociones sobre Egipto: Manuscrito griego del Herculano, Madrid, Imp. de P. Sanz, 1827.

## Obra original
- Motezuma. Tragedia en tres jornadas, Madrid: Joaquín Ibarra, 1784. Es en realidad traducción de la pieza de Vittorio Amedeo Cigna.
- Desengaño de malos desengañadores: carta, en la qual el segundo Traductor del Poema de la Religion de Luis Racine, escribe algunas reflexîones á un Amigo suyo, sobre la Censura Magistral que hace de su Version, y acaba de imprimir, Arnoldo Filonoo, vecino de esta Corte, primer Traductor del mismo Poema, [Madrid]: en la Imprenta Real se hallará en casa de Gabriel Gómez, 1787. Es una respuesta a la crítica de Antonio Ranz Romanillos.
- La verdadera historia de Inés de Castro, suceso portugués, Madrid: En la oficina de D. Gerònimo Ortega e hijos de Ibarra se hallarà en la librería de D. Gabriel Gómez, 1791.
- Genealogía de Gil Blas de Santillana. Continuacion de la vida de este famoso sugeto, por su hijo Don Alfonso Blas de Liria restituida a la lengua original en que se escribio por el teniente coronel D. Bernardo María de Calzada. Con Licencia en la Imprenta Real, año de 1792. Tomos I y II. Es en realidad traducción de La vie de don Alphonse Blas de Lirias, una continuación anónima de la novela de Lesage.
- Herman de Unna: rasgo historial de Alemania. Madrid, Imprenta Real, 1807, 2 vols. En realidad es una traducción de la novela histórica de Christiane Benedikte Eugenia Naubert (1756-1819) a través de la versión francesa de Jean–Nicolas–Étienne de Bock.
- Nueva floresta o colección de chistes, agudezas, pasajes graciosos, chanzas, ligeros y singulares rasgos históricos (1790)
- Viage por mis faldriqueras, Madrid: en la Imprenta Real, Se Hallara en la Libreria de Davila, Calle de las Carretas, 1805 (es una imitación burlesca, como el propoio autor declara fingiéndose traductor, del Viaje alrededor de mi cuarto de Xavier de Maistre, pero también proviene del francés, en concreto de la anónima Voyage dans mes poches.
- Pensamientos militares que da a la luz, por si fuesen útiles, el teniente coronel don Bernardo María de Calzada (1814)